# Reinhold Fischer (Fußballspieler)
Reinhold Fischer (* 22. April 1955) ist ein ehemaliger deutscher Fußballspieler.

## Karriere
Reinhold Fischer spielte Fußball in der Amateurmannschaft der Stuttgarter Kickers. Am 12. August 1978 kam Fischer zu seinem einzigen Einsatz im Profifußball, als er beim Auswärtsspiel der Stuttgarter Kickers in der 2. Bundesliga Süd gegen die SpVgg Fürth eingewechselt wurde.